# 台湾鹅观草
台湾鹅观草（学名：Roegneria formosana）为禾本科鹅观草属下的一个种。其种加词“formosana”意为“台湾的”。
现接受名为台湾鹅观草（Elymus formosanus (Honda) Á.Löve, 1984）。